# Černopáska bavlníková
Černopáska bavlníková (Helicoverpa armigera) je motýl řazený do čeledi můrovitých (Noctuidae), podčeledi černopásek (Heliothinae). Černopáska bavlníková je vážným škůdcem hospodářsky významných polních plodin i okrasných rostlin.
Poškozuje zejména zemědělské porosty bavlníku, luskovin, kukuřice, sóji, slunečnice, tabáku a rajčat a ve sklenících na karafiátech, pelargóniích a chryzantémách. Je zařazena do seznamu škodlivých organismů Evropské unie, které je zakázáno zavlékat a šířit na území EU.

## Vědecké názvy
- Helicoverpa armigera (Hübner, 1808)
- Helicoverpa commoni Hardwick, 1965
- Heliothis conferta Walker, 1857
- Heliothis guidellii Costantino, 1922
- Heliothis obsoleta auct. nec Hübner, 1803
- Heliothis pulverosa Walker, 1857
- Heliothis rama Bhattacherjee & Gupta, 1972
- Heliothis uniformis Wallengren, 1860
- Noctua armigera Hübner, 1808
- Noctua barbara Fabricius, 1794

## Zeměpisné rozšíření
Největší ekonomické ztráty způsobuje tento škodlivý druh v teplých semiaridních oblastech Afriky, Blízkého východu, střední a jihovýchodní Asie, jižního Japonska, Austrálie a na Severním ostrově Nového Zélandu.

### Výskyt v Evropě

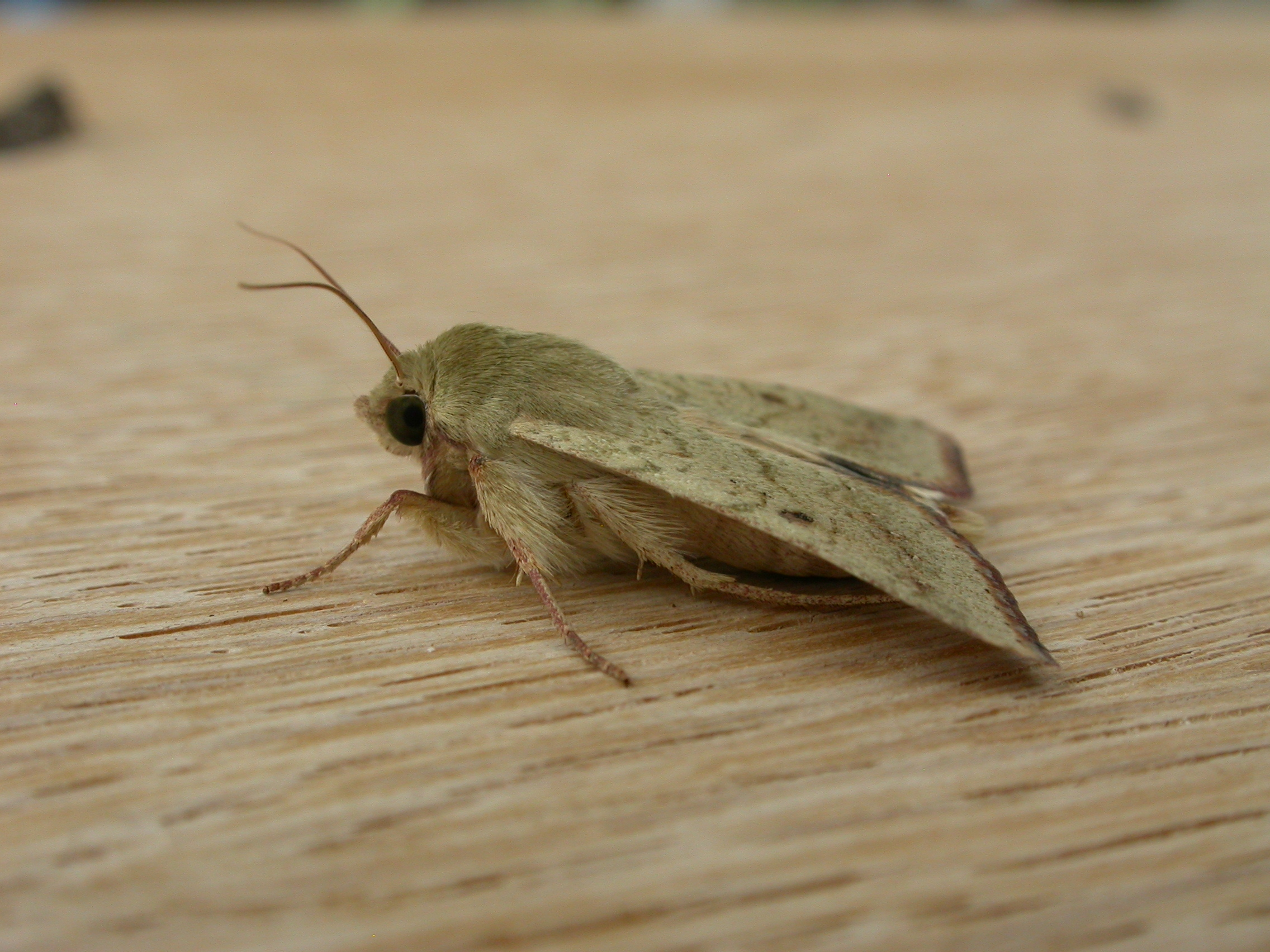
Černopáska bavlníková

Pravidelné škodlivé výskyty jsou hlášeny i ze států jižní a střední Evropy (např. Bulharsko, Řecko, Portugalsko, Španělsko, Maďarsko, Slovensko). Do chladnějších oblastí střední Evropy a Skandinávie přilétává z oblastí kolem Středozemního moře.

### Výskyt v Česku
Heliothis armigera patří k motýlům pravidelně migrujícím na území České republiky, především do oblastí jižní a střední Moravy a středních Čech. Vyskytuje se na teplých suchých otevřených stanovištích. Na území Česka má tento druh karanténní význam.

## Geografické rozšíření
Černopáska bavlníková má rozsáhlý areál přirozeného výskytu. Zahrnuje jižní a střední Evropu, celou Afriku. V Asii je areál výskytu Černopáska bavlníková ohraničen 50. rovnoběžkou směrem na jih a směrem na východ se táhne až do Japonska a dále na jihovýchod až do Indonésie, Austrálie a Nového Zélandu. Nevyskytuje se na americkém kontinentu, na kterém je rozšířený příbuzný druh černopáska americká (Heliothis zea) (Boddie, 1850), také významný škůdce mnoha ekonomicky důležitých plodin.

## Morfologie

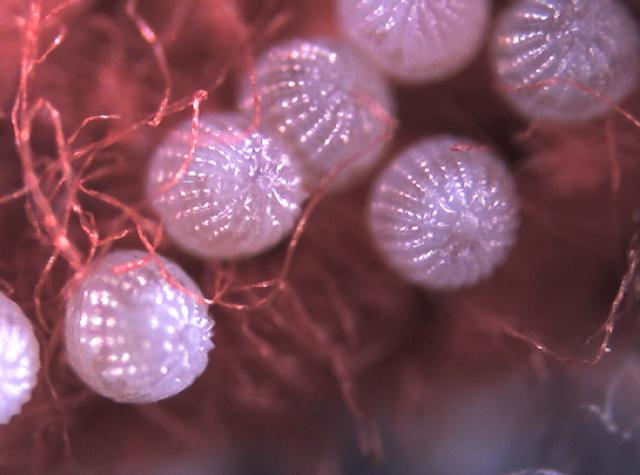
Vajíčka

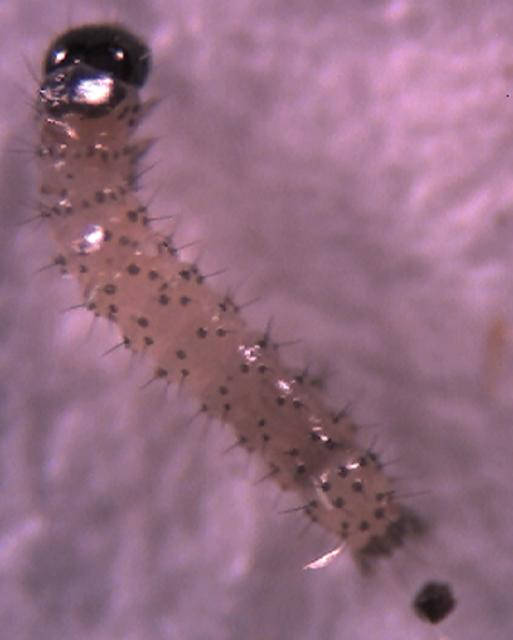
První instar.

Vajíčka jsou asi 0,5 mm veliká, kulovitá žlutavě zelená, s růžovým mikropylárním otvorem.
Mladší larvální instary jsou světlé barvy. Hlava, prothorakální štít, supraanální štít a nohy jsou tmavě hnědé až černé. Stejně zbarvené jsou průduchy a kutikulární bradavičky, které dávají housenkám skvrnitý vzhled. Mají 5 párů panožek. Dorostlé housenky jsou 30 – 45 mm dlouhé. Mají drsnou pokožkou, která je pokryta droboučkými, velmi blízko u sebe umístěnými bradavičkami, které vytvářejí typické tmavší příčné řady. Hlava je hnědá, hustě tečkovaná. Prothorakální a supraanální sklerit a hrudní nohy jsou světle hnědé. Pouze drápky a průduchy jsou černě zbarvené. Základní zbarvení je velmi variabilní, od různých odstínů zelené a hnědé až po černou, ale i slámově žluté, narůžovělé nebo rudě červené. Na hřbetě probíhá úzký zelenošedý pás; laterálně jsou umístěny vždy dva široké pruhy (jeden světlý a jeden tmavý) a široká prosvětlená až bílá spirakulární páska se zřetelnými černými průduchy. Břišní strana je uniformně bledá.
Kukla je mahagonově hnědá, o velikosti 14 – 18 mm.
Dospělec má rozpětí křídel 35 – 45 mm. Zbarvení je velmi proměnlivé. Základní barva předních křídel je bledě šedozelená. Samice jsou tmavší s hnědočerveným nádechem. Příčky jsou nezřetelné. Ledvinovitá a kruhová skvrna je slabě viditelná nebo chybí. V středu kruhové skvrny je zřetelná tmavá tečka. Při třásních na vnějším okraji předního křídla je řada drobných teček. Zadní křídlo je světlé s širokým tmavým lemem a tmavou čárkovitou skvrnou ve střední části. Spodní strana křídel je světle žlutohnědá, s tmavými pruhy při okraji křídel. Na rubu předního křídla jsou dvě černé skvrny ve tvaru tečky a půlměsíce.

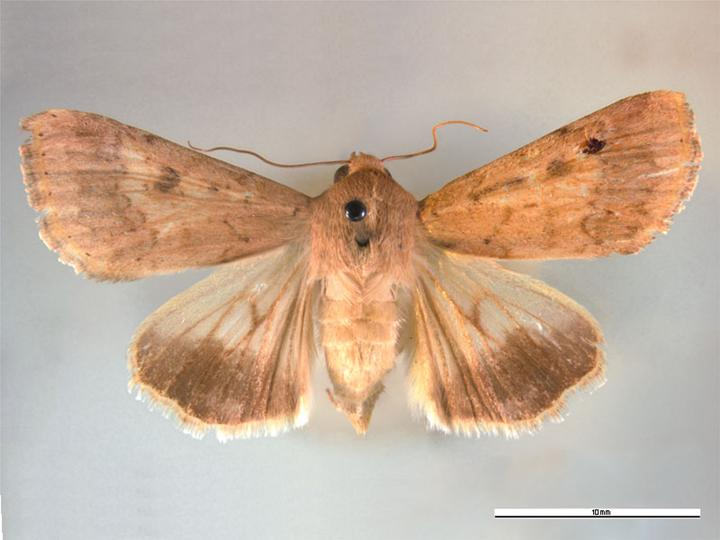
Horní strana
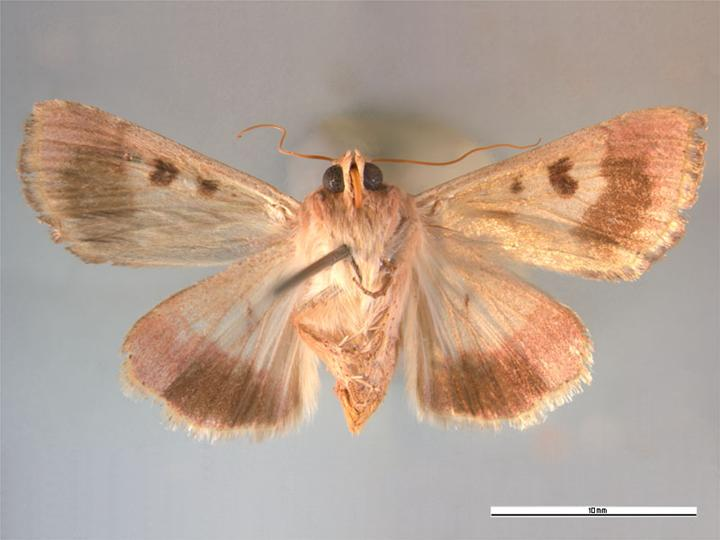
Spodní strana

Záměna je možná s druhy černopáska stěhovavá (Heliothis peltigera), černopáska jehlicová (Heliothis ononis), které se u nás vyskytují vzácně na teplejších a suchých stanovištích a s běžnými druhy černopáska štětková (Heliothis viriplaca) a černopáska polní (Heliothis maritima).

## Biologie
Černopáska bavlníková je široce polyfágním druhem. Škody způsobuje na rostlinách zcela nepříbuzných čeledí. Literární údaje uvádějí přibližně 200 druhů hostitelských rostlin ze 45 botanických čeledí. Mezi kulturní rostliny, na kterých byly v minulosti zaznamenány škodlivé výskyty, patří zejména: bavlník, brambory, čirok, kukuřice i jiné obilniny, len, luštěniny (fazol, sója, cizrna), paprika, rajče, slunečnice, vojtěška, mnoho druhů okrasných rostlin (např. aksamitník, chryzantéma, karafiát, kopretina, pelargónie), ale i dřeviny (např. borovice, citroník, slivoň).
Ve střední Evropě má černopáska bavlníková jednu až dvě generace za rok. Motýli první generace se vyskytují od konce června do začátku srpna a druhé od konce srpna do konce září, v teplých letech až do konce října. Na střední Moravě bylo zjištěno absolutní rozpětí letové aktivy této můry od první dekády července do konce října. Zajímavým poznatkem je, že motýli první generace naletují do světelného lapače velmi zřídka, zatímco jedinci dalších generací jsou světlem přitahováni stejně jako ostatní druhy s noční aktivitou.

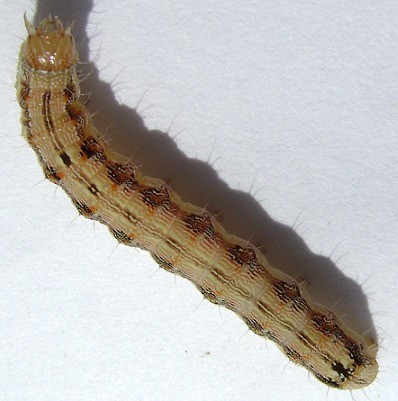
Housenka, pátý instar.

Vylíhlé samičky po dvou až šesti dnech kladou vajíčka jednotlivě na různé části rostlin, nejčastěji na generativní orgány nebo v jejich bezprostřední blízkosti. Kladení trvá 7 až 21 dní. Samice může naklást až 3000 kusů vajíček (nejčastěji 400 – 1000 ks). Housenka prochází 5 až 6 instary, její vývoj trvá v závislosti na teplotě 19 – 26 dnů. Žije skrytě uvnitř květů nebo plodů, které vyžírá zevnitř, viditelné jsou pouze otvory, popř. zadeček housenky. Nápadné otvory jsou typickým příznakem napadení např. plodů rajčete nebo papriky. Jedna housenka většinou poškodí více plodů. U slunečnice zůstávají housenky jen na povrchu květenství. V klasech kukuřice jsou zřetelné ploché požerky, žír nepostupuje až do vřetena. Housenky dávají přednost generativním orgánům (květy, plody), u mladších rostlin se živí především vegetačními vrcholy a nejmladšími listy. Přezimujícím stadiem je kukla v půdě v hloubce 2–8 cm.

## Význam
V rámci zemí EPPO regionu způsobuje černopáska bavlníková největší hospodářské škody v Izraeli, Maroku, Portugalsku, Rusku, Španělsku a Řecku. Z našich sousedních států jsou pravidelně hlášeny škody z Maďarska a Slovenska. V České republice byla poprvé zaznamenána škodlivost na karafiátech a rajčatech ve sklenících na jižní Moravě v roce 1994. V teplých a suchých letech 2001–2004 byly zjištěny lokální škody v polních porostech plodové zeleniny, kukuřice a slunečnice na jižní Moravě a ve středních Čechách.
Státní rostlinolékařská správa provádí pravidelný monitoring černopásky bavlníkové pomocí rozsáhlé sítě světelných lapačů (22 lokalit) a feromonových lapáků typu VARL+ (v rizikových oblastech). Aktuální informace o denní letové aktivitě jsou k dispozici na webové adrese www.srs.cz/pas/mury/index.html. Černopáska bavlníková je migračním druhem, proto je nutné věnovat zvýšenou pozornost při zjištění jejího silnějšího výskytu v rizikových oblastech (jižní a střední Morava, střední Čechy), ve kterých by mohla v příznivých letech způsobit vážné škody.
Je nezbytné uvést, že tento druh je na seznamu regulovaných škodlivých organismů, které je zakázáno zavlékat a rozšiřovat na území členských států Evropského Společenství. Tento karanténní statut vyplývá především z rizika zavlečení tohoto škůdce do skleníků v severněji položených oblastech Evropy. Při zjištění nebo důvodném podezření z výskytu černopásky bavlníkové dle zákona č. 326/2004 Sb., o rostlinolékařské péči a o změně některých souvisejících zákonů, ve znění pozdějších předpisů, je ohlašovací povinnost, kdy v případě potvrzení výskytu a možného rizika dalšího šíření jsou nařizována mimořádná rostlinolékařská opatření k zabránění následného šíření. Na území našeho státu má tento druh karanténní význam především ve skleníkových podmínkách a při dovozu rizikových rostlinných zásilek, zejména sadby okrasných rostlin a zeleniny.

## Ochrana rostlin

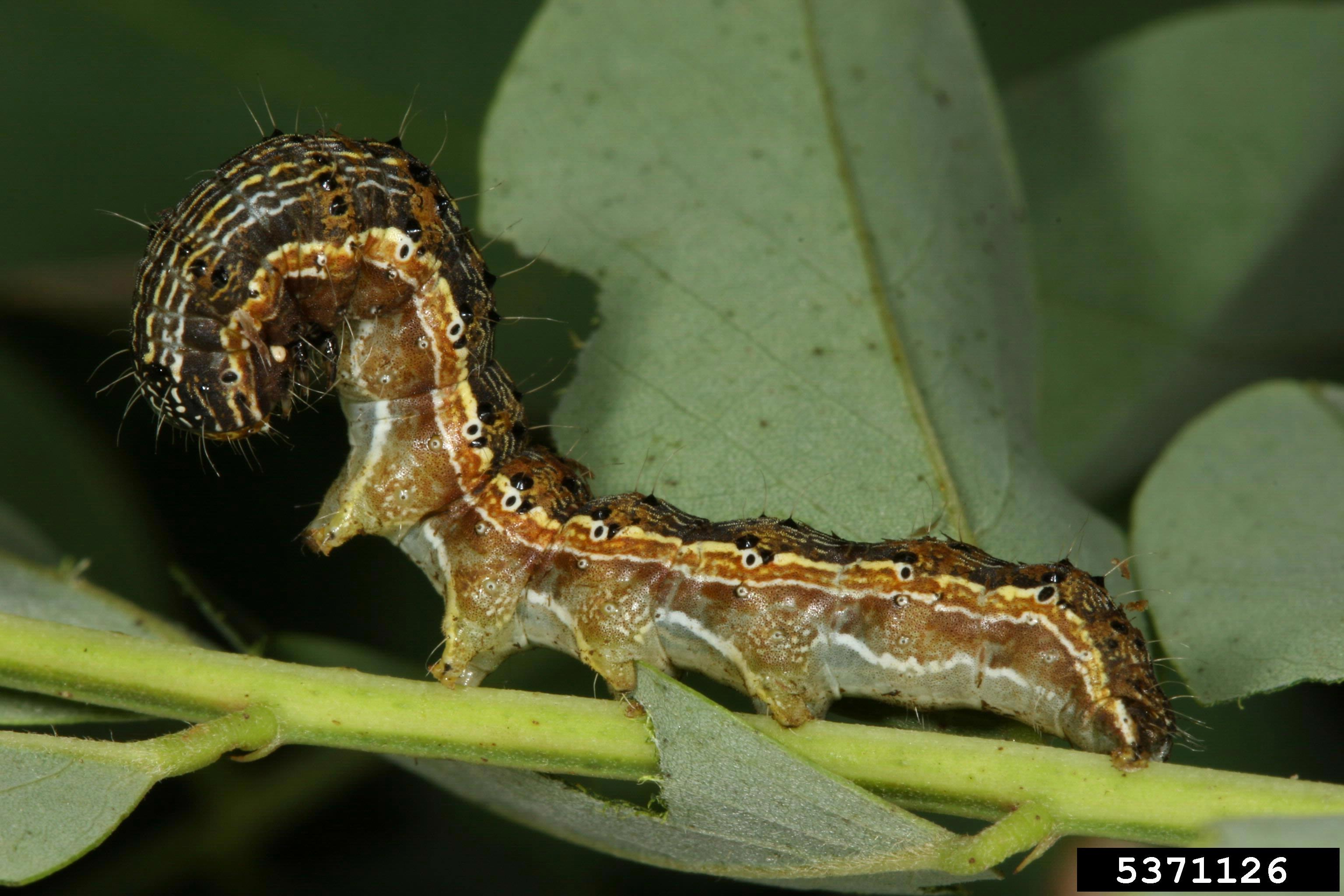
Housenka, pohled ze strany.

Je dobré se zaměřit na komplexní ochranu, která zahrnuje všechny dostupná preventivní i kurativní opatření. Mezi doporučované metody prevence patří v první řadě likvidace plevelů, hlubokou orbu a včasnou detekci škůdce. Zjišťování vajíček nebo nejmladších vývojových stadií housenek v porostech je často obtížné, protože housenky záhy po vylíhnutí zalézají dovnitř plodů či květů a až do zakuklení žijí skrytým způsobem života.
Pěstování bavlny je velmi náročné na použití pesticidů, které se aplikují desetkrát až dvacetkrát ročně, někdy i častěji. Zvláště v rozvojových zemích bez dostatku ochranných pomůcek dochází často ke smrtelným otravám během jejich aplikace. Hlavními škůdci jsou v různých částech světa housenky motýlů rodů Helicoverpa, Earias, Heliothis a Pectinophora. Aplikaci insekticidů lze snížit o 60–80 % pěstováním transgenních odrůd bavlny, které jsou díky vloženému Bt-genu z půdní bakterie Bacillus thuringiensis jedovaté pro housenky těchto motýlů. Transgenní odrůdy bavlny se pěstují v USA, Číně, Austrálii, Indii, Pákistánu a Bangladéši.
Odhaduje se, že průměrné náklady na snížení množství aplikovaných pesticidů na bavlníkových plantážích Bt bavlníku v letech 1996–1998 se pohybují mezi $ 25 a $ 65 za akr.
V některých případech, například v roce 2001 v Austrálii nebo v roce 2003 v Indii, došlo k selhání této genetické ochrany a zemědělci pěstující tyto odrůdy utrpěli těžké ekonomické ztráty.

### Signalizace

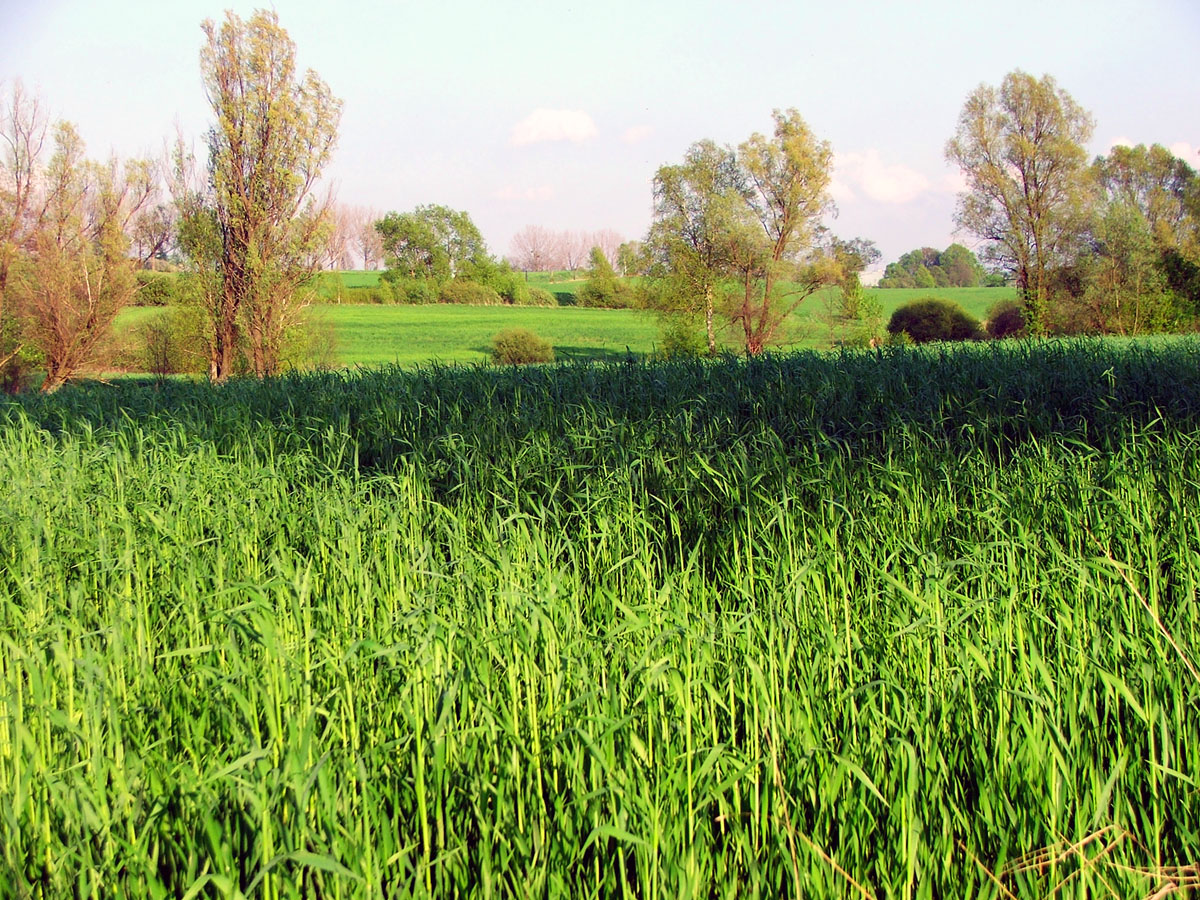
Habitat, Polsko.

Ke kvalitnější prognóze a signalizaci výskytu dospělců je možno využít aktuálních dat z monitorovací sítě lapačů SRS a nebo umístěním feromonových lapáků přímo do porostů. Z biologických přípravků jsou v ČR registrovány přípravky na bázi makroorganismů Trichogramma evanescens a Trichogramma pintoi.

### Chemická ochrana
Z chemických prostředků jsou v ČR povoleny insekticidy na bázi pyrethroidů.